# Julia Ruzicka
Julia Ruzicka je australská baskytaristka. V roce 2000 se usadila v Londýně, kde spolu s dalším Australanem Cameronem Deanem založila kapelu Million Dead. S kapelou, která se rozpadla v roce 2005, vydala dvě alba. Roku 2010 se stala členkou cardiffské kapely Future of the Left. V roce 2016 vydala sólové album This Becomes Us, na němž se jako hosté podíleli například Black Francis z kapely Pixies a Kristian Bell z The Wytches. Na bicí na celé nahrávce hrál Jack Eggleston, který rovněž působí v kapele Future of the Left, a na kytaru hrál Ian Wilson.